# Belgische kampioenschappen atletiek 1987
De Belgische kampioenschappen atletiek 1987 alle Categorieën vonden, voor zowel de mannen als de vrouwen, plaats op 31 juli, 1 en 2 augustus in Brussel.

## Uitslagen
| Atleet              | Prestatie | Onderdeel            | Atlete              | Prestatie |
| ------------------- | --------- | -------------------- | ------------------- | --------- |
| Ronald Desruelles   | 10,33 s   | 100 m                | Ingrid Verbruggen   | 11,53 s   |
| Jeroen Fischer      | 20,90 s   | 200 m                | Ingrid Verbruggen   | 23,17 s   |
| Roland Moens        | 47,82 s   | 400 m                | Anne Carrette       | 55,60 s   |
| Luc Bernaert        | 1.47,77   | 800 m                | Regine Berg         | 2.06,48   |
| Eddy Stevens        | 3.42,46   | 1500 m               | Corinne Debaets     | 4.21,09   |
| -                   | -         | 3000 m               | Marleen Renders     | 9.03,64   |
| Vincent Rousseau    | 13.43,80  | 5000 m               | -                   | -         |
| Eddy De Pauw        | 28.42,80  | 10.000 m             | Magda Ilands        | 34.38,13  |
| -                   | -         | 100 m horden         | Sylvia Dethier      | 13,49 s   |
| Serge Liégeois      | 14,25 s   | 110 m horden         | -                   | -         |
| Michel Zimmerman    | 50,40 s   | 400 m horden         | Nathalie Nisen      | 59,71 s   |
| William Van Dijck   | 8.26,96   | 3000 m steeplechase  | -                   | -         |
| Marc Hallemeersch   | 2,15 m    | hoogspringen         | Chris Soetewey      | 1,85 m    |
| Dirk Ledegen        | 5,20 m    | polsstokhoogspringen | -                   | -         |
| Jeroen Fischer      | 8,01 m    | verspringen          | Hilde Vervaet       | 6,07 m    |
| Didier Falise       | 15,92 m   | hink-stap-springen   | -                   | -         |
| Noël Legros         | 15,97 m   | kogelstoten          | Brigitte De Leeuw   | 15,07 m   |
| Georges Schroeder   | 48,48 m   | discuswerpen         | Marie-Paule Geldhof | 52,58 m   |
| Jean-Paul Schlatter | 72,38 m   | speerwerpen          | Martine Florent     | 49,04 m   |
| Marnix Verhegghe    | 67,36 m   | hamerslingeren       | -                   | -         |

1889 · 
1890 · 
1891 · 
1892 · 
1893 · 
1894 · 
1895 · 
1896 · 
1897 · 
1898 · 
1899 · 
1900 · 
1901 · 
1902 · 
1903 · 
1904 · 
1905 · 
1906 ·
1907 ·
1908 · 
1909 · 
1910 · 
1911 · 
1912 · 
1913 · 
1914 · 
1919 · 
1920 · 
1921 · 
1922 · 
1923 · 
1924 · 
1925 · 
1926 · 
1927 · 
1928 · 
1929 · 
1930 · 
1931 · 
1932 · 
1933 · 
1934 · 
1935 · 
1936 · 
1937 · 
1938 · 
1939 · 
1940 · 
1941 · 
1942 · 
1943 · 
1944 · 
1945 · 
1946 · 
1947 · 
1948 · 
1949 · 
1950 · 
1951 · 
1952 · 
1953 · 
1954 · 
1955 · 
1956 · 
1957 · 
1958 · 
1959 · 
1960 · 
1961 · 
1962 · 
1963 · 
1964 · 
1965 · 
1966 · 
1967 · 
1968 · 
1969 · 
1970 · 
1971 · 
1972 · 
1973 · 
1974 · 
1975 · 
1976 · 
1977 · 
1978 · 
1979 · 
1980 · 
1981 · 
1982 · 
1983 · 
1984 · 
1985 · 
1986 · 
1987 · 
1988 · 
1989 · 
1990 · 
1991 · 
1992 · 
1993 · 
1994 ·
1995 · 
1996 · 
1997 · 
1998 · 
1999 · 
2000 · 
2001 · 
2002 · 
2003 · 
2004 · 
2005 · 
2006 · 
2007 · 
2008 · 
2009 · 
2010 · 
2011 · 
2012 · 
2013 · 
2014 · 
2015 · 
2016 · 
2017 · 
2018 · 
2019 · 
2020 · 
2021 · 
2022 · 
2023 · 
2024